# Tankard
Tankard est un groupe de thrash metal allemand, originaire de Francfort. Formé en 1982, le groupe définit lui-même son style, aux influences punk, comme étant du « metal alcoolique » en raison de ses très nombreux morceaux ayant pour thème l'alcool. Le groupe compte une solide base de fans du monde entier, dont ils sont très proches (ils vont souvent boire quelques bières avec eux à la fin des concerts), ce qui leur permet de jouer dans de nombreux festivals internationaux.
Leur producteur, Harris Johns, s'occupe, en parallèle et jusqu'en 2000, de Helloween, Sodom et Voivod. Leur manager est, depuis 1986, Uwe « Buffo » Schnädelbach, qui est aussi rédacteur du magazine Rock Hard et également photographe dans le milieu de la musique. Ce sont aussi des fervents supporters du club de football allemand Eintracht Francfort (ou SGE). Ils ont d'ailleurs fait un clip intitulé Forza SGE.

## Biographie

### Formation et débuts (1982–1985)
Le groupe est formé en 1982 par Andreas « Gerre » Geremia (chant), Bernhard Rapprich (guitare), Oliver « O.W. » Werner (batterie) et Frank Thorwarth (basse). Il s'appellera tout d'abord Vortex puis Avenger, et finalement Tankard en 1983. En 1984 et 1985, Tankard sort deux démos intitulées Heavy Metal Vanguard et Alcoholic Metal. Tankard signifie « chope » en anglais.

### Période Noise (1986–1995)
Leur premier album, Zombie Attack, est publié en 1986 sous le label Noise Records. L'année suivante, le groupe sort Chemical Invasion, premier album dont la pochette est dessinée par Sebastian Krüger. Ils effectueront aussi leur première tournée à la suite de cet album. Néanmoins, leur premier vrai succès commercial sera l'album suivant The Morning After (1988). En 1989, ils sortent Alien EP, premier album sur lequel figure la mascotte du groupe, un extraterrestre vert.
Après la parution d'une compilation, Hair of the Dog, en 1990, le batteur Olivier Werner quitte le groupe et est remplacé par Arnulf Tunn. La même année, Tankard donne deux concerts de charité en R.D.A. Ils enregistrent aussi une vidéo-live, Open All Night, et sortent un album, The Meaning of Life. L'année suivante paraît leur album live Fat, Ugly and Live dont les ventes, comme celles du précédent album, seront plutôt bonnes. En 1992, Tankard sort Stone Cold Sober, sur lequel apparaît pour la première fois un titre en allemand, Freibier. À la fin de l'année 1993, des désaccords entre les membres conduisent au départ du batteur Arnulf Tunn, également compositeur, juste avant la sortie de leur album Two-Faced. Il est remplacé par Olaf Zissel. En 1994, les membres du groupe sortent l'album Aufgetankt sous le nom de groupe Tankwart. Cet album contient des reprises de la Neue Deutsche Welle (Nouvelle Vague allemande) et du punk allemand, par exemple Die Ärzte, United Balls ou Extrabreit.
En 1995, le guitariste Axel Katzmann, principal compositeur sur les albums précédents, doit quitter le groupe pour raisons de santé. Le groupe décide de ne pas le remplacer et de continuer avec un seul guitariste. Ce départ se ressent sur l'album suivant The Tankard (1996), où apparaissent pour la première fois des passages plus calmes et un chant parfois plus clair.
Parallèlement, les membres du groupe sortent la même année le deuxième album de Tankwart, Himbeergeist zum Frühstück, sur lequel ils reprennent des chansons de variété allemande.

### Continuité (1998–2009)

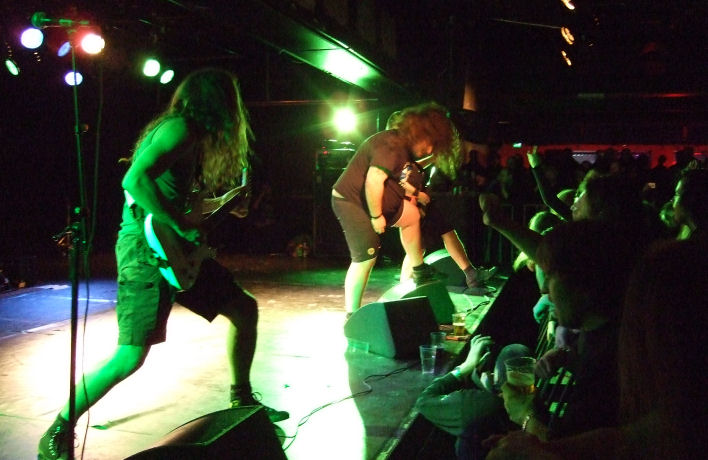
Tankard sur scène à Oslo en février 2007.

Tankard continue de sortir régulièrement des albums : Disco Destroyer en 1998, Kings of Beer en 2000 et B-Day en 2002. En 2002/2003, ils organisent une grande tournée pour fêter les 20 ans du groupe, elle fera le tour de l'Allemagne mais passera aussi par la Grèce ou la Turquie. L'album Beast of Bourbon paraît en 2004 avec, notamment, une reprise de Cock Sparrer, We're Coming Back.
En 2005, le groupe sort aussi un double-DVD d'un concert enregistré à Francfort : Fat, Ugly and Still (A)Live.
Le 29 avril 2006, les membres du groupe ont pu réaliser un de leurs plus grands rêves : jouer l'hymne de l'Eintracht Francfort (Schwarz-weiß wie Schnee) à l'Olympiastadion de Berlin lors de la finale de la Coupe d'Allemagne de football. Ils l'ont également joué le 19 août 2006 au Waldstadion de Francfort. Cet hymne est aussi publié par le groupe sous forme de single. En août 2007, la compilation Best Case Scenario: 25 Years in Beers sort pour fêter les 25 ans du groupe.

### DeVol(l)ume 14àR.I.B.(depuis 2010)

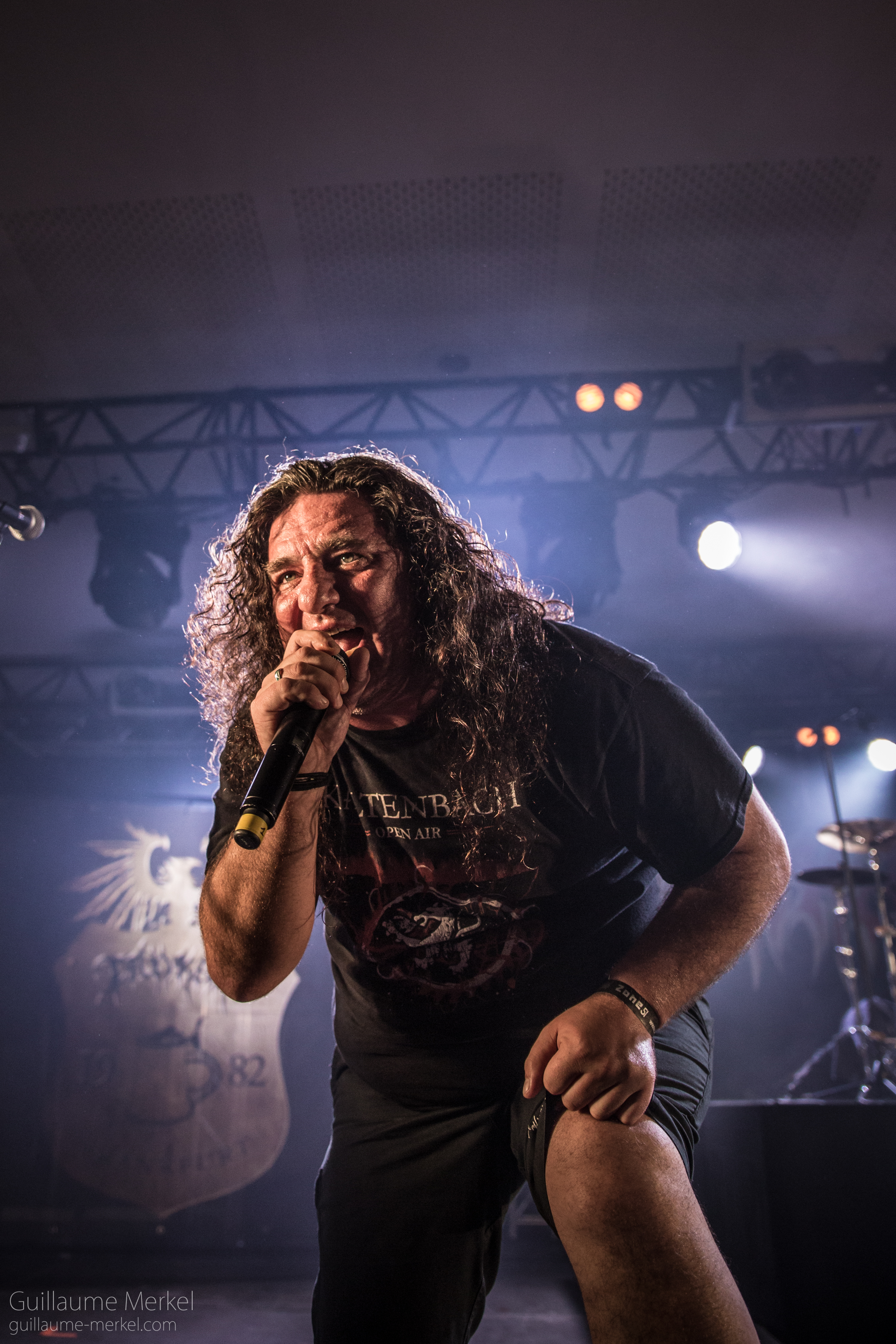
Tankard à Sélestat en 2017.

Le groupe est également invité au Hellfest en 2010. Leur quatorzième album, Vol(l)ume 14, est publié le 17 décembre 2010. Le 27 juillet 2012, le groupe annonce sa signature au label Nuclear Blast Records. Le quinzième album, A Girl Called Cerveza, y est sorti le 20 août 2012. La même année, ils effectuent un split avec Sodom, Kreator et Destruction intitulée The Big Teutonic 4. En octobre 2013, ils annoncent leur entrée en studio pour enregistrer un nouvel album. Le 20 juin 2014, ils publient leur album R.I.B.. La couverture et la liste des titres de l'album sont révélées en avril 2014.
En 2015, Olaf Zissel est hospitalisé à la suite d'un accident vasculaire cérébral. Il est temporairement remplacé par Gerd Lücking de Holy Moses. Leur album R.I.B. atteint la 41e place des classements allemands. En septembre 2016, le groupe annonce son entrée en studio pour un nouvel album, prévu pour 2017.

## Membres

### Membres actuels
- Andreas « Gerre » Geremia – chant (depuis 1982)
- Frank Thorwarth – basse (depuis 1982)
- Olaf Zissel – batterie (depuis 1994)
- Andreas Gutjahr – guitare (depuis 1999)

### Anciens membres
- Bernhard Rapprich – guitare (1982–1983)
- Oliver Werner – batterie (1982–1989)
- Axel Katzmann – guitare (1982–1993)
- Andy Bulgaropulos – guitare (1983–1999)
- Arnulf Tunn – batterie (1989–1994)

## Discographie

### Albums studio
- 1986 : Zombie Attack
- 1987 : Chemical Invasion
- 1988 : The Morning After
- 1990 : The Meaning of Life
- 1992 : Stone Cold Sober
- 1994 : Two-Faced
- 1995 : The Tankard
- 1998 : Disco Destroyer
- 2000 : Kings of Beer
- 2002 : B-Day
- 2004 : Beast of Bourbon
- 2006 : The Beauty and the Beer
- 2008 : Thirst
- 2010 : Vol(l)ume 14
- 2012 : A Girl Called Cerveza
- 2014 : R.I.B
- 2017 : One Foot in the Grave
- 2022 : Pavlov's dawg

### Démos
- 1984 : Heavy Metal Vanguard
- 1985 : Alcoholic Metal

### EP et compilations
- 1989 : Alien (EP)
- 1989 : Hair of the Dog (compilation)
- 1990 : Open All Night (vidéo)
- 1991 : Fat, Ugly and Live (album live)
- 2005 : Fat, Ugly And Still (A) Live (DVD live)
- 2007 : Best Case Scenario: 25 Years in Beers (compilation)